# جنایت (فیلم ۱۹۷۲)
جنایت (به هندی: Apradh) و (به انگلیسی: Crime) فیلمی هندی محصول سال ۱۹۷۲ و به کارگردانی فیروز خان است. در این فیلم بازیگرانی همچون فیروز خان، ممتاز، پریم چوپرا و افتخار ایفای نقش کرده‌اند.